# Обезьяна (басня)
«Обезьяна» — басня Ивана Крылова, написанная не позднее февраля 1811 года и впервые опубликованная в сборнике «Новые басни» в 1811 году. Сюжет очень близок к басне Сумарокова «Пахарь и обезьяна», обе басни сравнивают целенаправленный тяжёлый физический труд крестьянина, вознаграждаемый всеобщими похвалами и бесполезное переваливание тяжестей мартышкой, взявшейся за бессмысленное занятие из-за желания похвал. В отличие от текста Сумарокова, басня Крылова начинается с морали.
Фразеологизм «мартышкин труд» возник из сюжета басни, впервые был употреблён русским критиком Дмитрием Писаревым, применяется как характеристика бесполезных усилий, напрасных стараний, ненужной или неэффективной и утомительной работы.